# Blanca Escalona
Blanca Escalona es un cultivar de higuera de tipo higo común Ficus carica, unífera (con una sola cosecha por temporada, los higos de otoño), con higos de epidermis con color basal verde a verde marrón, y con sobre color bandas regulares ausentes y presentando zonas irregulares de color verde, con lenticelas en una cantidad intermedia de un tamaño mediano de color blanco-rosa. Se cultiva localizada en la isla de Tenerife del archipiélago de las Islas Canarias (España).

## Sinonimia
- “Cagona”,[5][6][7][8]
- “Zapatona”.

## Historia
Según las crónicas de los primeros exploradores que llegaron al archipiélago de las islas Canarias, ya atestiguaron de la presencia de higueras y del consumo de higos en su dieta cotidiana, por parte de la población aborigen de Gran Canaria.
Entre las higueras que se desarrollan en las islas Canarias, las hay descendientes de variedades llevadas de la península, en algunos casos con nombre bastante próximos a las variedades originarias, como 'Burgazote', 'Bergasota', 'Birasote Brevasote', 'Brigasota', 'Bruja', Brujasote (de 'Burjasot' o Bordissot, valenciana/balear/catalana, que podría proceder del norte de África, al menos la B. negra), la 'Nogal' (tal vez la 'Ñogal' o 'Añogal' que llegaría desde Turquía a la península en época hispanomusulmana sustraída por un embajador cristiano del Califato de Córdoba, según relatos), pero también otras anteriores más antiguas, traídas de tierras bereberes, ya cultivadas por los guanches y exclusivas de Canarias, como parece ser la 'Brevera Tarajal' y muchas otras variedades.
La variedad 'Blanca Escalona' está localizada en la isla de Tenerife del Archipiélago Canario, donde es conocida y cultivada, probablemente traído desde la península ibérica.
El « Instituto Canario de Investigaciones Agrarias » (ICIA), organismo autónomo dependiente del Gobierno de Canarias, en una iniciativa que se inscribe en el Programa de Cooperación Transnacional Madeira-Azores-Canarias (MAC 2007-2013), y en el proyecto AGRICOMAC, destinado a fomentar el uso de variedades tradicionales en el sector agrícola de la Macaronesia, estudia variedades de higuera con gran potencial productivo y comercial para la implantación de su cultivo en las islas Canarias.

## Características
La higuera 'Blanca Escalona' es una variedad unífera de tipo higo común de una sola cosecha por temporada, los higos de otoño. Árbol de vigorosidad elevada, y un buen desarrollo en terrenos favorables, copa esparcida. Con hojas de 3 lóbulos, sus hojas predominantes son de 3 lóbulos en su mayoría, tienen un lóbulo central ancho, con localización de pequeños lóbulos en los lóbulos laterales, tiene un grado de profundidad del lóbulo marcado; la forma de la base de la hoja es acorazonada, con Longitud x Anchura: 24,50 x 22,30 cm, siendo su área (en cm²) grande, con long. peciolo/long. hoja:0,38; con dientes presentes solamente en los márgenes superiores, margen ondulado; densidad de pelos en el haz intermedia y densidad de pelos en el envés intermedia, con nerviación aparente y su color verde oscuro; Peciolo de longitud larga con un grosor 7,02 mm, forma redondeada de color verde claro. 'Blanca Escalona' tiene un desprendimiento de higos medio, con un rendimiento productivo mediano y periodo de cosecha medio. La yema apical cónica de color verde amarillento.
Los frutos de la higuera 'Blanca Escalona' pueden presentar forma variable según el aporte hídrico recibido, tienen forma (indice) oblonga-globosa, la forma puede variar según la localización, siendo su diámetro máximo ovoide-piriforme, con la forma en el ápice redondeada. Los higos son de tamaño medio con un peso promedio de 24,64 gr, sus frutos son de una anchura mediana y longitud mediana-larga, son simétricos en la forma, longitud del cuello larga; cuya epidermis es de firmeza suave a media y de textura media-áspera, color basal verde a verde marrón, y con sobre color bandas regulares ausentes y presentando zonas irregulares de color verde, con lenticelas en una cantidad intermedia de un tamaño mediano de color blanco-rosa; Ostiolo de anchura mediana, gota de miel ausente, con escamas ostiolares medianas de un color diferente al de la piel, semi adheridas a la piel, resistencia al desprendimiento es media; Pedúnculo con forma corto y grueso y longitud promedio de 1,19 mm; grietas longitudinales y reticulares pequeñas y finas; Costillas intermedias; con un grosor de la carne-receptáculo (mesocarpio) de 5,82 mm de color blanco, con una pulpa de color rojo oscuro, de sabor aromático, jugoso, con un % de sólidos solubles totales muy alto; con cavidad interna pequeña, con aquenios de un tamaño mediano, en una cantidad intermedia; los frutos maduran sobre inicios de agosto a finales de septiembre. Cosecha con rendimiento productivo mediano, y periodo de cosecha mediano. Son de pelado fácil.

## Cultivo
'Blanca Escalona', se utiliza en alimentación humana, y en alimentación animal. Se está tratando de recuperar su cultivo en las islas Canarias.
El cultivo de las higueras en general dentro de España, Extremadura es la región con mayor superficie cultivada, en torno a las 5.300 hectáreas de un total de 11.629 has. Le siguen en extensión de cultivo islas Baleares con 2.287 has, Andalucía con 1.874 has, Galicia con 638 has, Comunidad Valenciana con 242 has, y Canarias con 290 has.